# モンスターハンターライズ
『モンスターハンターライズ』（MONSTER HUNTER RISE）は、カプコンより2021年3月26日に発売されたモンスターハンターシリーズのゲームソフト。公式の通称は『モンハンライズ』、『MHRise』。Nintendo Switch向けに上記の記述日に世界同時に発売され、2022年1月13日にはMicrosoft Windows（Steam）向けにも発売された。また、2022年6月30日には、大型拡張コンテンツ『モンスターハンターライズ：サンブレイク』が発売された。

## 概要
2020年9月17日にYouTubeで世界同時にライブ配信された『Nintendo Direct mini ソフトメーカーラインナップ 2020.9』及び『モンスターハンター Direct 2020.9.17』内で発表された。2021年1月8日に、体験版『モンスターハンターライズ DEMO』が配信され、3月12日には、体験版第2弾『モンスターハンターライズ DEMO Version2』が配信された。
『モンスターハンター：ワールド』からの要素、改善点が『ライズ』にも取り入れられている。『ライズ』は『ワールド』と別の開発チームによって制作されており、ディレクターを務める一瀬泰範は本作について、元々は『モンスターハンタークロス』のような、ロード画面で挟まれるステージを検証していたが、『ワールド』が出たということもあって、クオリティを落とさないままシームレスなフィールドにチャレンジすることになったと語っている。
また、2021年9月18日に放送された『Nintendo Direct 2021.9.18』で、大型拡張コンテンツである『モンスターハンターライズ：サンブレイク』が2022年夏に発売されることが発表され、2022年6月30日に発売された。
2023年1月20日にはMicrosoft Store、Xbox One、Xbox Series X/S、Xbox/PC Game Pass、PlayStation 4/5移植版が発売された。2023年4月28日には『サンブレイク』が発売された。

## あらすじ
サンブレイク
ある日、主人公である「猛き炎」は大社跡にて牙竜種のルナガロンというモンスターに遭遇する。その場に居合わせた王国騎士フィオレーネからモンスターの異変について調査要請を受けた「猛き炎」は、カムラの里から遠く離れた観測拠点「エルガド」へ向かう。ルナガロンは王国を脅かす「王域三公」とよばれるモンスターの一種であり、他には爵銀龍こと古龍種メル・ゼナや牙獣種ガランゴルムがいた。

## 舞台
カムラの里
カムラの里はたたら製鉄が盛んであり、武器や防具の加工屋を始め、ハンターにとっての重要施設が整っている。人間の他に竜人族やアイルー族なども共同生活しており、交易も行われている。
里は以前より、獰猛なモンスターの群れが人里へ襲来する「百竜夜行」に悩まされており、特に50年前の百竜夜行では「怨虎竜 マガイマガド」の出現もあり里が壊滅寸前に追いやられていた。
観測拠点エルガド
『サンブレイク』で登場する拠点。こちらは洋風のイメージが強く、一部BGMや演出なども変更され、一部の新規モンスターにも西洋に登場するドラキュラや狼男といった妖怪をモチーフとしたものが登場する。
王国の砦跡に築かれた観測拠点。古龍メル・ゼナを含む3体のモンスターに起きた異変を調査している。これらは総称して「王域三公」とも呼ばれている。

## 登場人物

### カムラの里
ハンター
本作の主人公でプレイヤーキャラクター。「猛き炎」という異名で呼ばれ、拠点となるカムラの里で生まれ育ち、里長のフゲンに活躍を期待されている。14種類の様々な武器や翔蟲（かけりむし）を使いこなす。
名前や性別（キャラクターメイキング上ではタイプと呼称されている）、顔、声などは従来通り自由にメイキング可能。今作から日本語ボイスや英語ボイスに対応し、クエスト中にセリフを発する。
オトモガルク
今作が初登場となる犬型の見た目をしたオトモ。攻撃だけでなく、搭乗してフィールドを駆け回ることができる。更に、搭乗しながらのアイテムの使用も可能。模様や名前はプレイヤーが自由にメイキングできる。
オトモアイルー
主人公に付き従うアイルー族。攻撃、回復、採取など主人公を全面的にサポートする。模様や名前はプレイヤーが自由にメイキングできる。個体ごとに5種類のサポートタイプが設定されている。
カムラの里
ヒノエ
声 - 佐藤利奈
里のクエストを担当する竜人族の受付嬢。もう一人の受付嬢、ミノトの双子の姉。朗らかな性格をしており、好物の「うさ団子」をしばしば頬張っている。かなりの大食い。
『サンブレイク』では盟勇として連れていけるキャラクターの一人であり、使用武器は弓・狩猟笛・ライトボウガン。攻撃頻度は少ないもののハンターの体力を回復させるアイテムを多用する支援特化型。
ミノト
声 - 伊藤静
集会所のクエストを担当する竜人族の受付嬢。ヒノエの双子の妹。姉とは対照的に、冷静で物静かな印象を抱かせる。
『サンブレイク』では盟勇として連れていけるキャラクターの一人であり、使用武器はランスと狩猟笛のみ。全盟友中最高クラスの体力を持つ防御特化型で、時折ハンターの防御力をアップさせるアイテムを使用するほかミノト自身が大型モンスターを引き付ける囮役も担う。ただしこの時ミノトが前線で囮を行っている際、モンスター捕獲の際に仕掛けた罠に中々かからないという弊害もある。
フゲン
声 - 土師孝也
カムラの里を率いる里長。自身もかつては凄腕のハンターだった。主人公に大きな期待を寄せている。「気炎万丈」が口癖。
『サンブレイク』では盟勇として連れていけるキャラクターの一人であり、使用武器は太刀・双剣・ハンマー。タフネスが高めの近接戦闘重視型。モンスターに各状態異常を引き起こすガスガエルをも使用する。なお初期ではガスガエルの状態異常をフゲン自身も巻き込まれてしまうことが多々あったが、後のタイトルアップデートで改善されている。
ウツシ
声 - 谷山紀章
主人公の師匠であり、ハンターとしての基礎を教える教官役。熱血漢。
『サンブレイク』では盟勇として連れていけるキャラクターの一人であり、盟勇の中で唯一すべての武器種と疾替えを扱うことが可能。
ヨモギ
声 - 阿澄佳奈
茶屋で「うさ団子」を提供している看板娘。常に元気で笑顔を振りまいている。
元々はツキトの都と呼ばれる国の姫として生まれたのだが、生まれて2ヶ月の時に都に現れた嵐龍アマツマガツチに国を滅ぼされ、カゲロウに連れられてカムラの里に来て育った。
イオリ
声 - 花江夏樹
オトモ広場でオトモに関わるサービスを提供している。加工屋ハモンの孫。
ハモン
声 - 麦人
加工屋を営む鍛冶職人で、イオリの祖父である。50年前の百竜夜行の際はハンターとして里を守っていた。後にロンディーネの頼みを受けて後述のミネーレに製鉄技術および加工技術を伝授する。
コミツ
声 - 久野美咲
カムラの里でりんご飴を売っている女の子。無邪気で健気な性格から、里の皆から娘のように可愛がられている。
ロンディーネ
声 - 小倉唯
エルガドの属する王国から来た女性騎士（王国での騎士は女王直属のハンターに当たる）。有益なアイテムを取引してくれる。当初は交易商を名乗っているが、女王からカムラの里の優れた製鉄技術を持ち帰る密命を受けていた。後にエルガドでの異変を受け、カムラの里の協力を得る為に正体と目的を明かした。
『サンブレイク』では盟勇として連れていけるキャラクターの一人であり、使用武器は太刀・スラッシュアックス・操虫棍。火力はやや乏しいが罠や回復アイテムをも多用し、音爆弾や閃光玉も積極的に行う支援型。
カゲロウ
声 - 梅原裕一郎
顔をおふだで隠した竜人族の商人。穏やかな性格と丁寧な態度で里の人達から好かれている。ヨモギの育ての親に当たる。
元々はツキトの都の統治者であったヨモギの母親ミカドに家臣として仕えていたハンターで、アマツマガツチによって国を滅ぼされる際にミカドの遺言でヨモギを連れて脱出、命からがらカムラの里にたどり着いた経緯がある。そのためアマツマガツチに対して強い憎悪を抱いている。カゲロウとはカムラの里に着いてから名乗り始めた通名で本名ではないという設定。
ゴコク
声 - 緒方賢一
カムラの里の長老。語尾に「ゲコ」と付けるのが特徴。「テッカちゃん」と名付けた鬼蛙テツカブラの子供を飼っており、集会場では、テツカブラの幼体に乗っている。

### 観測拠点エルガド
フィオレーネ
声 - 石川由依
王国騎士のリーダー的な存在。ロンディーネの姉にあたる。責任感が強く真面目な性格。
『サンブレイク』では盟勇として連れていけるキャラクターの一人であり、キークエストをクリアするだけで初期で盟勇の条件が解放される。使用武器は大剣・太刀・片手剣・ランス・チャージアックス。攻撃のみでなくハンターへのアイテム支援も行う汎用型。なお緊急クエストで彼女も同行することが多く、この時は片手剣装備に固定される。
ガレアス
声 - 小山剛志
王国騎士を統括する指揮官。寡黙な性格だが、王国全体から高い信頼を寄せられている。
『サンブレイク』では盟勇として連れていけるキャラクターの一人であり、使用武器は大剣・片手剣・ランス・スラッシュアックス。スキル「広域化」を標準発動しており多彩なアイテムでハンターをもサポートする支援型だが、立ち回りの際の火力も高い。
バハリ
声 - 諏訪部順一
竜人族の研究員。エルガドでの調査を主導している。周囲から天才と認められているが、物事に没頭すると周囲が見えなくなることもある。
タドリ
声 - 津田健次郎
各地を旅して歩いている薬師。カゲロウとは同郷であり、ツキトの都の民の生き残り同士でもある。
ルーチカ
声 - 上坂すみれ
王国騎士の女性。常に冷静沈着で、モンスターや歴史に詳しい知的な印象だが、狩猟では感情が昂り、好戦的で活発な性格に豹変してしまう(本人も自覚している節がある)。実は周囲に隠しているがヒノエ同様大食い。
『サンブレイク』では盟勇として連れていけるキャラクターの一人であり、使用武器はガンランス・ライトボウガン・ヘビィボウガン・弓。遠距離攻撃を得物としており総合的な火力は全盟勇の中でも最高クラスのアタッカー型。その反面ハンターの体力回復や能力強化を全く行わず、防御も脆く戦闘不能になりやすい。
ジェイ
声 - 江口拓也
新人の王国騎士。物事を考えるよりも先に行動して解決しようとする熱血漢。ガレアスを心底より敬愛している。
『サンブレイク』では盟勇として連れていけるキャラクターの一人であり、使用武器はスラッシュアックス・チャージアックス・操虫棍。高火力のスキルや武器でごり押しを行う、所謂ルーチカの接近戦版。なお頻度は少ないもののハンターの支援も行う。
チッチェ
声 - 楠木ともり
王位継承権第一位の姫で、エルガドでのクエストを担当する受付嬢。王国の異変に伴い猛勉強の末受付嬢の資格を会得し、周囲の反対を押し切って彼女も受付嬢としてエルガドに赴く。姫の身でありながら誰に対しても公平に接する健気な性格で、王国騎士たちを支えている。
アルロー
声 - 山路和弘
王国騎士の教官担当。面倒見が良く、父親のような存在。ガレアスとは幼馴染。
『サンブレイク』では盟勇として連れていけるキャラクターの一人であり、使用武器は大剣・ガンランス・ハンマー・チャージアックス。体力が最高クラスの防御特化型に加え一部を除く状態異常・咆哮・風圧をも受けない、ミノト同様の防御特化型。なおクエスト同行中はフルフェイス型の兜を装備する。
ミネーレ
声 - 近藤唯
加工屋を営む王国お抱えの鍛冶職人。武具を取り扱う今の仕事を気に入っている。ロンディーネの誘いでハモンに師事していたが、エルガドの異変を受けて召集された。
オボロ
声 - 土屋神葉
雑貨屋を営む竜人族の商人。読書が趣味で、タドリやカゲロウを尊敬している。

## ゲームシステム
フィールド
『ワールド』同様エリアロードは無く、一つのマップをシームレスに移動することができる。後述する翔蟲を前提とした、高低差に富んだマップとなっている。マップ中にはメインキャンプの他、サブキャンプを設営できる場所があり、開放するとファストトラベルが可能となる。なお、サブキャンプには支給品BOXは設置されない。
環境生物
フィールド上には小型の動物・昆虫などが生息しており、これを収集することで特殊な効果をもったアイテムとして使用することができる。
ヒトダマドリ
フィールド上に浮遊しており、近寄ることでクエスト終了までハンターの体力・攻撃力・防御力・スタミナの一つを強化する。
採集
鉱石などの採集は、一度のボタン操作で全てを採集する仕様になっている（剥ぎ取りは複数回）。また、ピッケルなどの消耗アイテムも不要となっている。
勾玉草
先輩ハンターから譲り受ける大翔蟲(おおかけりむし)をフィールドのあちこちに咲いている勾玉草に寄生させると、一定方向の長距離や高い場所に高速移動できるようになる。大翔蟲でないと移動できないフィールドも存在する。
先人の遺物
フィールドの各所に点在する、先人が遺した手記。フィールド内の手記をすべて集めると1つの物語となるようになっている。
オトモガルク
本作より新しく追加となったオトモの一種。犬のような見た目をしており、戦闘に参加する他、背中に搭乗して高速で移動することができる。また今作はシングルプレイ時に限りアイルー・ガルクの中からオトモを2匹随伴出来るようになったため、より多彩なアシストが受けられる。
フクズク
以前の作品のペイントボールの代わりとなる、フクロウの容姿をした鳥の一種。戦闘は行わないが、フィールド到着直後にハンターが放ち、フクズクはマップ内のモンスターの位置などを知らせているという設定。里では餌を与えるなどのアクションの他、着せ替えをしたり、カメラをフクズクに持たせてセルフ撮影もおこなえる。またオトモ広場にはフクズクの巣があり、フィールドから持ち帰った「なにかしら」を貯め込んでおり、受け取ることが出来る。
アイテムの使用
前作同様に、本作でも立ち止まらずにアイテムを使った回復や食事が可能となっている。また、ガルクに搭乗中もアイテムや砥石の使用が可能となった。
大型モンスター同士の争い
フィールド上で2体以上の大型モンスターが遭遇すると争いが発生し、弱ったモンスターを「操竜」することが可能。
操竜
弱って「操竜待機状態」になった大型モンスターの近くで操作をすることで、モンスターに搭乗し一定時間操作をすることができる。他の大型モンスターに攻撃をしたり、壁にぶつかることで搭乗モンスターにダメージを与えることができる。また、他のモンスターへの攻撃が一定回数成功すると、強力な「操竜大技」を繰り出すことができる。
武器と防具
武器種は大剣、太刀、片手剣、双剣、ランス、ガンランス、ハンマー、狩猟笛、操虫棍、スラッシュアックス、チャージアックス、ライトボウガン、ヘビィボウガン、弓の14種類。
防具は前作同様、剣士用とガンナー用の区別は無いが、剣士は物理ダメージの防御力が、ガンナーは属性値に補正が入る。
入れ替え技
ゲームがある程度進行すると、鉄蟲糸技や特定モーションを別のものに入れ替えられる、「入れ替え技」が解放される。これを活用することで、プレイヤーは幅広いプレイスタイルを選ぶことができる。
キャラクターボイス
主人公や登場キャラクターに豊富なボイスが用意されている。主人公に関してはクエスト中も状況に応じてセリフを発する。ボイスは「日本語」「英語」「モンスターハンターの言語」から選択可能。ボイスチャット無しでもキャラクターの特定アクションや状態異常等の状況を仲間にキャラクターボイスで知らせる「Pingシステム」を搭載しており、テキストやスタンプ機能でも連携が取れるようになっている。

### 翔蟲アクション
今作のハンターはワイヤー状の「鉄蟲糸」を繰り出すことで周囲の「翔蟲」に干渉することができ、移動・攻撃など幅広いアクションが可能になった。翔蟲の連続使用には限りがあり、一定時間のクールタイムで回復する。
疾翔け
任意の方向に鉄蟲糸を伸ばし、ワイヤーアクションのようにフィールドを縦横無尽に移動することができる。前方に繰り出すことでダッシュ移動、壁に引っ掛けることで地形の登頂、空中に引っ掛けることでぶら下がるなど、多彩な行動につながる。
鉄蟲糸技
鉄蟲糸を駆使して、武器種ごとに多彩かつ強力な特殊技を繰り出すことが可能。
翔蟲受け身
攻撃を受けたダウン時に操作をすることで、瞬時に鉄蟲糸を繰り出し、緊急回避をすることができる。翔蟲受け身をしたあとは自動的に納刀状態になる。

### 百竜夜行
本作で新たに加わった完全新規のクエスト形式。襲い来る多数の大型モンスターの群れを様々な設備で迎撃し、時にはハンター自身が応戦することでカムラの里を守る、タワーディフェンス風のモードとなっている。ソロプレイ、マルチプレイに両対応している。
ヌシ
大型モンスターの強化個体。主に「百竜夜行」を率いている。共通点として目が赤く光っており、体は全身傷だらけでやや黒ずんだ色合いとなっているが、何らかの部位が異常発達しており、攻撃手段も通常の個体には無い強力な大技を持つ。

### マルチプレイ
従来のシリーズ同様、オフライン時は1人プレイ、オンライン及びローカルプレイ時は最大4人同時プレイが可能。前作同様、クエストの途中参加も可能。オトモは1人につきアイルーまたはガルクの1匹を引き連れる事ができる。なお、クエストの難易度(モンスターのステータス等)は参加人数に応じて変動する。また、前述の通りSwitch版とPC版はクロスプレイ非対応のため、マルチプレイには必ず同ハードで揃えなければならない。
インターネット通信時に限り、クエスト出発時に参加要請をかけることが可能。これに応じたプレイヤーがクエストに途中参加することができる。

### 『サンブレイク』より追加されたシステム
以下、観測拠点エルガドにたどり着いてから追加されるシステム。
疾替え
事前に入れ替え技のセットを2つ設定しておき、フィールド内で特定の操作を行うことにより、入れ替え技のセットを切り替えることができる。
盟勇（めいゆう）クエスト
本作に登場する仲間(NPC)をクエストへ同行させるシステム。任意に2人まで同行させる「重要調査クエスト」と、特定のNPCと同行してクリア時に新装備の製造方法や盟勇クエストへ同行を可能にさせる「盟勇同行クエスト」の二種類があり、無条件で同行が解放される一部のキャラを除き、特定の「盟勇同行クエスト」をクリアしないと同行を解放させることができない。クエスト同行時はモンスターに攻撃したり一部を除きアイテムで支援のほか操竜も行うなど、ハンターのサポートを行う。
当初は「重要調査クエスト」「盟勇同行クエスト」しか仲間を同行させることが出来なかったが、後のタイトルアップデートでイベントクエストを除くマスターランク以上のクエストでも同行可能になった。
傀異化（かいいか）
特定の条件をクリアすると、本作に登場する「キュリア」にモンスターが寄生されると過剰なエネルギーにより狂暴化し「傀異化」を引き起こすモンスターのこと。
オリジナル版の『ヌシ』に代わる変異体であり、寄生されたモンスターは一撃でハンターが致命傷を受けるほどの攻撃力を有するほか『傀異バースト』と呼ばれるきわめて強力な爆発攻撃を行うなど、戦闘能力が各段に上昇する。傀異化したモンスターには特定の部位に赤いもやが宿る「傀異核」があり、この部分に攻撃を繰り返し加えることでモンスターに大ダメージを与えるほか、これを繰り返すことでモンスターの傀異化を一時的に解除させることが可能。なお傀異化したモンスターは捕獲は不可能(罠自体は効く)。
傀異化したモンスター専用の素材を手にすることがあり、これを元に装備を強化させたり新たな性能を引き出す「傀異強化」を行うことができる。

## 製作
『モンスターハンタークロス』のディレクターを務めた一瀬泰範がバージョンアップ版『モンスターハンターダブルクロス』のディレクションを他人に引き継ぐ際、辻本良三から「Nintendo Switch向けに携帯機の『モンハン』を作りたい」というオファーを受けたことがきっかけで、本作の開発が始まった。一瀬は『ダブルクロス』の開発の手伝いに入ることが多かったため、最初は一瀬とメインプランナーとプログラマーの3人だった。また、この時点でNintendo Switchの開発機が手元になかったため、『ダブルクロス』を改造する形で、ニンテンドー3DSによる検証を進めていた。
本作ではカプコンの内製であるREエンジンを採用したことで表現が強化され、よりリアルな描写ができるようになった一方、フルフルのように度が過ぎてしまい調整が入った例もあった。
本作は『モンスターハンターポータブル 3rd』以来の和風をテーマとしており、新規モンスターも妖怪や和の要素をモチーフにしている。たとえば本作を初出とする「ビシュテンゴ」のデザインは猿と天狗をモチーフにしている一方、尻尾を軸に回転する様子は日本の独楽遊びをモチーフとしている。演出面においても、フィールドやモンスターの初登場時には、都々逸風のカットシーンが流される。

また本作においては、ネーミングやセリフ回しなどを目立たせるなどして、NPCのキャラクター性の強化も図られた。

### 音楽
音楽においてもキャッチーさを出したいと考えた一瀬は、人間の声を題材にすることを思い立ち、声そのものを楽器の一つに見立てる方針を立てた。モンスター戦のBGMにコーラスとして入っている楽曲もあれば、百竜夜行の伝承の歌などキャラクターの設定と関連した楽曲も作られた。